# چوسی سونه
چوسی سونه (به ژاپنی: 曽根 中生Chūsei Sone) (۱ اکتبر ۱۹۳۷ – ۲۶ اوت ۲۰۱۴) کارگردان و فیلم‌نامه‌نویس اهل ژاپن بود که بین سال‌های ۱۹۶۷ تا ۲۰۰۰ میلادی فعالیت می‌کرد.